# Грдобина мркуља
Морски ђаво, грдобина мркуља или пецач (лат. Lophius piscatorius)  је врста морске рибе из реда Удичарки. Ове рибе се највише одликују по великим закривљеним зубима.

## Распрострањеност и станиште
Морски ђаво је широко распрострањен у водама света, највећа заступљеност ове рибе је у северној области Атлантика и широм Медитерана, такође су у неком делу насељене и у водама Гренланда. Ове морске рибе обитавају и у водама Норвешке, Велике Британије, Турске, њихова распрострањеност се наставља све до области западне Африке и до југа тог континента у водама Намибије. Морски ђаво углавном живи на великим дубинама већим од 550 m, ову врсту морских риба је необично видети у плитким водама мада током сезоне за полагање јаја женке мигрирају у приобалне воде како би се мрестиле и полагале јаја. Насељава углавном песковита морска дна али је такође присутан и у шљунковитим днима.

## Опис
Одрасле јединке су просечно дуге између 35 и 60 cm, женке су обично пуно веће од мужјака и могу да достигну дужину од 73 цм. Највећи забележен примерак ове врсте био је дуг невероватних 200 cm, а најтежи забележен примерак тежио је 57,7 kg. Просечни животни век код женки је око 25 година док је код мужјака 21 година. Просечна тежина ових риба је око 30 kg.  Ове рибе се нарочито одликују по свом специфичном изгледу, имају велику и спљоштену главу, полукружна уста са великим закривљеним шиљатим зубима. На леђима имају низ издужених пераја, прво од тих пераја је најдуже и користе као мамац за плен због те посебне карактеристике ове рибе су сврстане у ред удичарки. Морски ђаво такође има велика грудна пераја, док су им карлична пераја мања и налазе се испод главе. Морски ђаво се одликује и по разноврсним бојама обично су то смеђа или зелена са црвеним или тамносмеђим мрљама док им је доња страна тела бела, боја тела им највише зависи од тога у каквој се воденој средини налазе.

### Понашање
Ове рибе имају јединствену особину по којој се разликују од многих других врста, а то су њихова пераја на глави налик антенама које користе да би намамили свој плен и лакше га уловили. Активније су током дана. Научници и истраживачи који су проучавали живот ових риба су дошли до закључка да неки припадници ове врсте могу да путују на велике раздаљине, примера ради утврђено је да се младунци ове врсте риба могу кретати и до 876 km. Ова врста је такође у стању да се константно креће од дна до површине воде, разлог оваквом понашању ових риба није познат али се претпоставља да је то због тога што се женке обично мресте у приобалним водама, такође постоји и још једна теорија да се константно крећу у потрази за храном.

## Исхрана
Ове морске рибе при лову свог плена примењују посебну стратегију тако што сачекају плен из заседе и намаме га перајима на глави а када се плен приближи довољно близу улове га и поједу. Младе јединке се искључиво хране раковима и неким мањим главоношцима како постепено старе све се више фокусирају на веће рибе, одрасле јединке морског ђавола се углавном хране разноврсно. Главни непријатељи ових риба су људи, на многим местима се лове комерцијално а када се улове иду даље на продајно тржиште у многим европским земљама где се продају свеже или замрзнуте.

## Размножавање
Системи парења ових морских риба нису пуно познати научницима јер се женке морског ђавола мресте у различито време у зависности од тога где су географски распрострањене. Женке се паре само једном у сезони. Женке ове рибе репродуктивно су зреле у доби од 14 година, док су мужјаци репродуктивно зрели већ у 6. години, због разлике у годинама репродуктивне зрелости женке имају већу масу од мужјака током сезоне парења. Женка за једну сезону просечно положи између 300 000 и 2 800 000 јаја, за то колико ће се брзо јаја излећи зависи у највећој мери од температуре воде, женке се углавном мресте у приобалним водама.

## Занимљивости
Занимљиво је то да се ова морска риба према незваничним информацијама некада употребљавала у медицинске сврхе у лечењу дијабетеса.